# 台湾白眉林鸲
台湾白眉林鸲（学名：Tarsiger formosanus）是鹟科鸲属的一种鸟，是台灣本島的特有物種，一般栖息于高海拔间（2300-3200米）稠密森林低层的灌丛中，其模式产地在台湾。该物种分类地位有争议，长期被视为白眉林鸲的亚种。2022年的一项分子系统发生学研究认为其在鸣声、表型和遗传学上与白眉林鸲有显著区别，因此应被认为是单独的物种。台湾白眉林鸲与白眉林鸲是最亲近的姊妹群，二者的分化发生于更新世中早期。2024年，世界鸟类学家联合会世界鸟类名录接受了将台湾白眉林鸲拆分的提议。